# Masdevallia zongoensis
Masdevallia zongoensis är en orkidéart som beskrevs av Carlyle August Luer och Alexander Charles Hirtz. Masdevallia zongoensis ingår i släktet Masdevallia och familjen orkidéer.
Artens utbredningsområde är Bolivia. Inga underarter finns listade i Catalogue of Life.